# Comissariat del Poble de les Nacionalitats
Comissariat del Poble de les Nacionalitats (rus: Народный комиссариат по делам национальностей РСФСР, abreujat Наркомнац i transliterat com a Narkomnats) va ser el cos del govern soviètic establert per tractar amb les nacionalitats no-russos.
Les tasques principals del Narkomnats eren:
- garantir la coexistència pacífica i la cooperació fraternal de totes les nacions i pobles de Rússia, així com a la resta de repúbliques soviètiques.
- promoure el seu desenvolupament material i espiritual, els detalls de la seva vida, cultura i situació econòmica.
- supervisar l'aplicació de les polítiques nacionals al poder soviètic.

## Orígens
Va crear-se l'11 de juny de 1917, abans de la Revolució d'octubre pel Soviet de Petrograd com a part de 3 mesures per crear formes estatals que poguessin garantir solucions federals i autònomes per a les qüestions nacionals a la Revolució Russa:
- una igualtat civil completa per a tots els ciutadans
- el dret a usar la llengua natal als afers oficials, d'igual manera a l'ús del rus
- la formació d'un Soviet d'afers de les nacionalitats – Narkomnats.

Aquesta decisió es va prendre com a resposta a la crisi creada per les demandes de la Rada ucraïnesa d'autonomia pels territoris nacionals i de tenir veu per a qualsevol conferència de pau on es pogués reclamar la Galítsia Oriental, una regió llavors part de l'Imperi Austrohongarès, però de població predominantment ucraïnesa. Aquestes demandes van ser rebutjades per Kérenski. El Narkomnats va crear-se com un orgue dels soviets per preparar l'Assemblea Constituent, particularment per com es podria treballar amb el tema de l'autonomia ucraïnesa. En aquells moments els bolxevics s'oposaven a qualsevol autonomia nacional; però, el 13 d'agost, Stalin publicà un article on llançava la idea que el Partit hauria de crear una agència pels assumptes de les nacionalitats. Aquell article va publicar-se quan Kérenski i els menxevics com Níkoloz Txkheïdze parlaven sobre un estat unificat. Kérenski va dir als representants letons que només podrien optar a l'estatus de Zemstvo.
El 3 de novembre de 1917 va aprovar-se la "Declaració dels Drets dels Pobles de Rússia" (aprovat per Decret del SNK. La declaració va emetre's en virtut de la signatura de Lenin i Stalin, i en el desenvolupament del document hi participà Nikolai Bukharin. La declaració identifica els següents principis per a determinar la política nacional del poder soviètic:
- igualtat de tots els pobles de Rússia
- dret de separar-se i de formar un estat independent
- abolició de totes les restriccions nacionals
- lliure desenvolupament de les minories nacionals en cadascuna de les repúbliques.

Com a Comissari de les Nacionalitats, Stalin presidí cinc o sis de les primeres set reunions del Col·legi dels Narkomnats, però no assistí a les vint-i-una següents.

## Comissariats específics relatius alNarkomnats
- El Belnatskom va ser el Comissariat belarús establert el 31 de gener de 1918
- L'Evkom va ser el Comissariat jueu
- El Muskom va ser el Comissariat musulmà, presidit per Mullanur Waxitov